# 후안 안토니오 세뇨르
후안 안토니오 세뇨르 고메스(스페인어: Juan Antonio Señor Gómez, 1958년 8월 26일, 마드리드 지방 마드리드 ~)는 스페인의 전 축구 선수로, 현역 시절 중앙 미드필더로 활약하였다.
그는 프로 무대에서 주로 사라고사 선수로 활약했는데, 9년의 기간 동안 400번에 가까운 공식 경기에 출전하였다. 스페인 국가대표팀 역사상 가장 중요한 경기에 득점한 선수들 중 한 명으로, 그는 1980년대에 40번이 넘는 국가대표팀 경기에 출전하였으며, 1번의 FIFA 월드컵과 1번의 UEFA 유럽 축구 선수권 대회에 참가하였다.

## 클럽 경력
레알 마드리드 유소년부 출신인 세뇨르는 프로 무대 신고식을 4부 리그의 시엠포수엘로스에서 치렀고, 이후 2부 리그의 알라베스를 거쳐 사라고사로 둥지를 옮겼다. 아라곤 연고 구단 소속으로 그는 304번의 라 리가 경기에 출전해 54골을 기록했다.
두 단계로 나뉜 1986-87 시즌, 세뇨르는 43경기에 출전해 11번 골망을 흔들었고, 사라고사는 시즌을 5위로 마감했다. 그는 사라고사가 1986년에 코파 델 레이 정상에 오르는 데 일조하였고, 1982-83 시즌에는 33번의 리그 경기에 출전해 5골을 기록하였고, 돈 발론지가 주간하는 올해의 국내 선수상을 받았다.
세뇨르는 심장 질환으로 본인이 기대한 것보다 일찍 현역에서 은퇴해야 했는데, 1989-90 시즌이 그가 활동한 마지막 시즌이었다. 이후 그는 감독으로 전향하여 메리다, 살라망카, 카르타헤나, 그리고 로그로녜스에서 활동하였고, 아라곤 지방 피레네산맥에 어린이를 위한 축구 캠퍼스를 운영하기도 시작했다.

## 국가대표팀 경력
세뇨르는 스페인 국가대표팀 경기를 41번 출전했는데, 그가 출전한 첫 경기는 1982년 10월 27일, 말라가에서 1-0으로 이긴 아이슬란드와의 UEFA 유로 1984 예선전 경기였다. 세뇨르는 이 대회에서 스페인의 국가대표팀 경기 역사상 가장 중요한 경기에서 국가대표팀 41경기에 기록한 6골 중 1골을 기록했다: 1983년 12월 21일, 스페인은 대회 본선에 오르기 위해 몰타를 11골 차로 이겨야 했는데, 그는 세비야에서 벌어진 이 경기에서 85분에 12-1 대승의 마침표를 찍는 골을 넣었다.
세뇨르는 UEFA 유로 1984와 1986년 FIFA 월드컵에서도 스페인 선수단에 이름을 올렸는데, 후자의 대회에서는 벨기에와의 8강전에서 막판에 또 득점을 올렸지만 120분 동안 1-1로 승부를 가리지 못한 경기에서 승부차기로 패했다.

### 국가대표팀 득점 기록
| #  | 날짜             | 경기장                          | 상대     | 점수 | 결과 | 대회                  |
| -- | ---------------- | ------------------------------- | -------- | ---- | ---- | --------------------- |
| 1. | 1983년 2월 16일  | 스페인 세비야 산체스 피스후안   | 네덜란드 | 1–0  | 1–0  | UEFA 유로 1984 예선전 |
| 2. | 1983년 5월 15일  | 몰타 아타르트 타알리 국립경기장 | 몰타     | 1–0  | 3–2  | UEFA 유로 1984 예선전 |
| 3. | 1983년 10월 5일  | 프랑스 파리 파르크 데 프랭스    | 프랑스   | 1–1  | 1–1  | 친선경기              |
| 4. | 1983년 12월 21일 | 스페인 세비야 베니토 비야마린   | 몰타     | 12–1 | 12–1 | UEFA 유로 1984 예선전 |
| 5. | 1984년 4월 11일  | 스페인 발렌시아 루이스 카사노바 | 덴마크   | 2–1  | 2–1  | 친선경기              |
| 6. | 1986년 6월 22일  | 멕시코 푸에블라 콰우테모크      | 벨기에   | 1–1  | 1–1  | 1986년 FIFA 월드컵    |

## 수상

### 클럽
사라고사
- 코파 델 레이: 1985–86

### 국가대표팀
스페인
- UEFA 유럽 축구 선수권 대회 준우승: 1984